# Tác
Tác là một thị trấn thuộc hạt Fejér, Hungary. Thị trấn này có diện tích 45,69 km², dân số năm 2010 là 1670 người, mật độ 37 người/km².